# Каузометрія
Каузометрі́я (лат. causa — причина, грец. metrikê — міра, розмір) — психотерапевтична методика дослідження суб'єктивного образу життєвого шляху і психологічного часу особистості, запропонована Головахою Є. І. та Кроніком О. О. (1982). Каузометрія відноситься до біографічних методів; напрямлена на опис не лише минулих, але й майбутніх очікуваних етапів життєвого шляху.
На сьогодні каузометрія застосовується на території колишнього СРСР та в США[джерело?].

## Опис методики
Каузометрія проводиться у формі інтерв'ю, яке складається з шести головних процедур: 1) біографічна розминка; 2) формування списку значимих подій; 3) їх датування 4) причинний аналіз міжподйних відношень; 5) цільовий аналіз; 6) позначення сфер належності подій. Використовуються також додаткові процедури: а) оцінка емоційної привабливості подій; б) їх віддаленість у майбутнє та минуле; в) значимість «для себе» та «для інших»; г) локалізація особистого часового центру. Результати інтерв'ю зображуються у вигляді «каузограми» — графіка подій і міжподійних зв'язків, який дає наочне представлення про мотиваційний статус подій, їх локалізацію в календарному і психологічному часі, стартової або фінішної ролі в житті опитуваного, про структуру взаємозв'язків подій. Каузометрія дозволяє зробити висновки про можливі деформації картини життєвого шляху, про масштабність, осмисленість і реалізованість задумів людини, про особливості його стилю життя і задоволеності своїм минулим, сучасним і майбутнім. Застосовна для аналізу індивідуального та спільного життєвого шляху, для аналізу і корекції життєвих сценаріїв у психотерапії, при проектування життєвих перспектив у профорієнтаційних, сімейних та психогігієнічних консультаціях.
На основі методики розроблено комп'ютерні діагностичні програми «Біограф» (1988), LifeLine (1992—2008) та англомовна версія LifeLook (1992—2009)

## Застосування та розвиток
У середині 1980-х років каузометрія набула широкої популярності на теренах СРСР. Так, про застосування методики у 1985 році було знято два науково-популярних фільми:
- «Інтерв'ю із собою» — Київнаукфільм, реж. В'ячеслав Прокопенко
- «Стріла часу» — Кіностудія ім. Горького, реж. Юрій Безпалов

У 2000-х, зусиллями співавтора методики Кроніка О. О., метод каузометрії знаходить застосування та розвиток в США.
У лютому 2008 року у Києві відбулася міжнародна конференція «Каузометрія в дослідженнях психологічного часу і життєвого шляху особистості: минуле, теперішнє, майбутнє», присвячена 25-річчю каузометрії.  Конференція спонукала до створення Інституту каузометрії (компанії LifeLook.Net LLC [Архівовано 20 серпня 2010 у Wayback Machine.] — підприємства з психотерапевтичної допомоги та самоаналізу, заснованого співавтором каузометрії Кроніком О. О., що базується у місцевості Північна Бетесда, Меріленд, США; вересень 2008) та Міжнародної асоціації каузометристів (грудень 2008). За результатами конференції було опубліковано дві наукові монографії, збірку доповідей учасників конференції та збірку статей «Время пути: исследования и размышления» (див. список видань 2008 року у розділі «Література»).
У 2009 році міжнародний проект «Каузометрія в дослідженнях психологічного часу і життєвого шляху особистості: минуле, теперішнє, майбутнє» став переможцем конкурсу «Золота психея — 2009» у номінації «Проект року в психологічній науці».